# Agnoea
Agnoea là một chi bướm đêm thuộc họ Blastobasidae.